# You got me
"You Got Me" is een single van de Amerikaanse hiphop-groep The Roots. Het refrein wordt gezongen door Erykah Badu. De rap in het tweede couplet wordt uitgevoerd door Eve, die destijds nog de artiestennaam Eve of Destruction aanhield. De single is afkomstig van het vierde album van The Roots, Things Fall Apart (1999). De single leverde in 2000 een Grammy Award in de categorie best rap performance by a duo or group. 
You got me is mede geschreven door Jill Scott. Aanvankelijk zong ze ook de vocalen in, maar de platenmaatschappij MCA Records liet de vocalen opnieuw inzingen door Erykah Badu, omdat men een bekendere zangeres wilde (Jill Scott was op dat moment nog nauwelijks bekend buiten Philadelphia). Later zou Scott op tournee wel weer meezingen, en de originele versie met Scott werd in 2005 uitgebracht op de compilatie CD Home Grown! The Beginners Guide to Understanding the Roots, Volume One.
In de videoclip loopt rapper Black Thought door de stad. Alle omstanders zijn bewusteloos. Op ongeveer driekwart van de video ziet Black Thought een bekende vrouw liggen. Hij gaat hiernaast liggen en raakt ook bewusteloos. Op dat moment verandert het ritme van de plaat en blijkt Black Thought juist de enige te zijn die bewusteloos op straat ligt. Black Thought wilde met deze opvallende clip een statement maken door te attenderen op "het deel van de bevolking dat bewusteloos is, hun ogen gesloten houden voor wat er om hen heen gebeurt".. Er is wel gedacht dat de vrouw naast wie Black Thought gaat liggen Eve is, die verder niet in de videoclip te zien is, maar ze zei zelf dat het een vrouw is die op haar lijkt. 